# Haplophaedia
Haplophaedia és un gènere d'ocells de la subfamília dels lesbins (Lesbiinae) dins la família dels troquílids (Trochilidae).

## Taxonomia
Segons la Classificació del Congrés Ornitològic Internacional (versió 14.1, 2024) aquest gènere està format per tres espècies:
- colibrí calçat de cames roses (Haplophaedia assimilis).
- colibrí calçat verdós (Haplophaedia aureliae).
- colibrí calçat canós (Haplophaedia lugens).